# Tianguis Turístico
El Tianguis Turístico, antes llamado Feria Internacional de Hoteles y Agencias Turísticas de Acapulco, es una feria turística donde se reúnen las principales empresas dedicadas a la industria, operadores del servicio receptivo, tour operadores y agencias de viajes internacionales, donde se promueven los diferentes destinos turísticos de México. El tianguis se lleva a cabo desde 1975, y es considerado el evento más importante de turismo en México. Desde su creación hasta el 2011 se realizó en el puerto de Acapulco, sin embargo desde 2012 se convirtió en itinerante cambiando de sede cada año y volviendo a Acapulco cada dos.

## Descripción

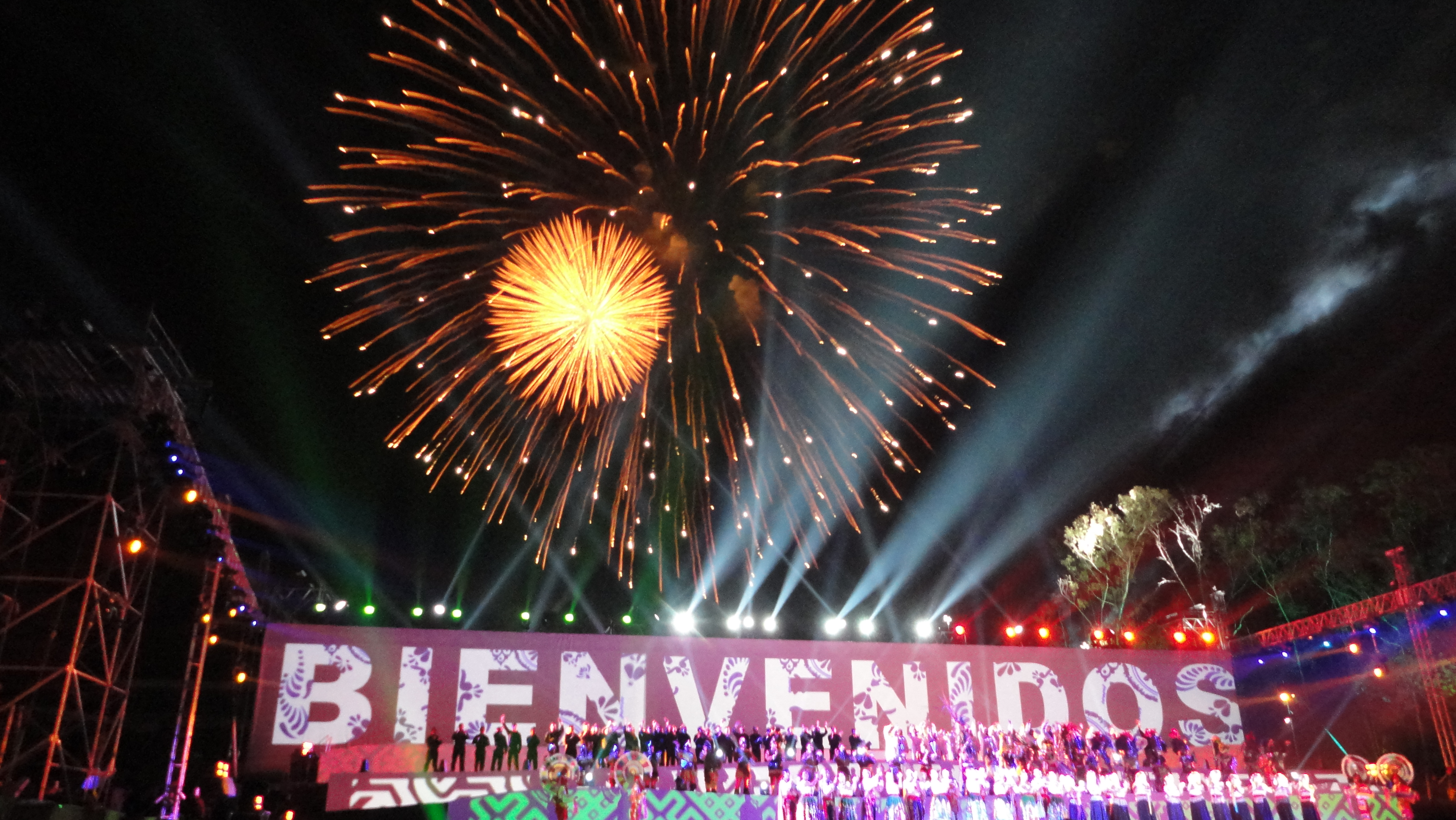
Evento nocturno realizado durante el Tianguis Turístico 2013 en Puebla

El tianguis es organizado por la Secretaría de Turismo Federal y el Consejo de Promoción Turística, al que acuden representantes del sector principalmente nacionales y algunos extranjeros. Este evento se desarrolla principalmente para busca que esta actividad sea un impulso para la economía mexicana al promover todos los destinos nacionales del país. 
En la feria participan prestadores de servicios turísticos mexicanos, entidades federativas y municipios que exponen sus atractivos; operadores del servicio receptivo, tour operadores y agencias de viajes internacionales, así como periodistas nacionales y extranjeros.
Los principales actores que participan en el evento son:
- Expositores

1. Hoteles independientes y cadenas hoteleras
2. Aerolíneas
3. Oficinas de Turismo de los 32 Estados de la República Mexicana
4. DMC, Recintos Feriales, etc.

- Compradores

1. Tour Operadores, Mayoristas, Agentes de Viaje y Asociaciones Turísticas.
2. Casas de Incentivos y Organizadores de Eventos, Congresos y Convenciones.
3. Globalizadores y/o Consolidadores.

## Historia

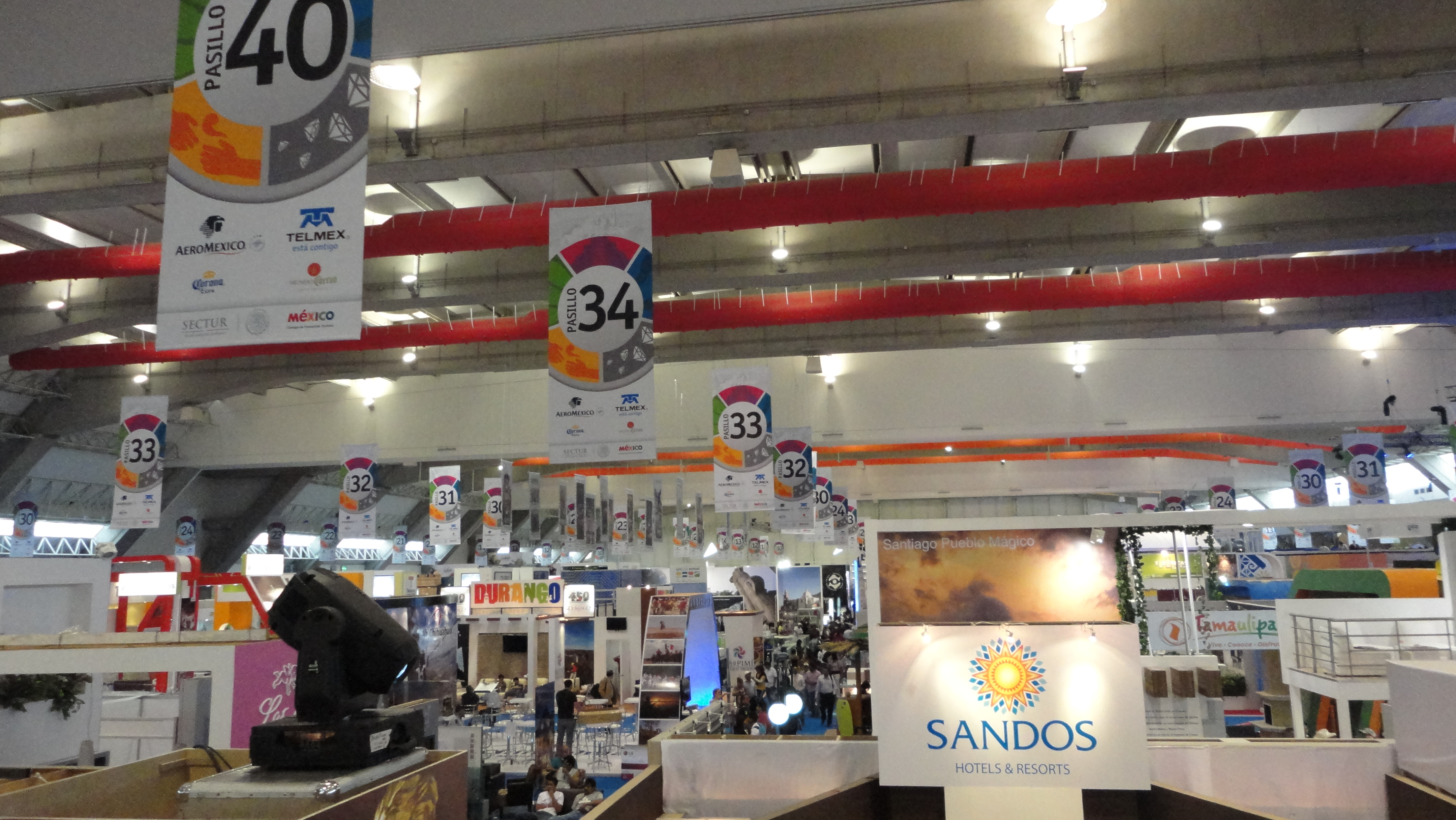
Pasillos del Tianguis Turístico 2013 en Puebla

Desde 1975 surge con el nombre de Feria Internacional de Hoteles y Agencias Turísticas de Acapulco, inspirado en una exposición de turismo itinerante en los Estados Unidos, se desarrolló principalmente para promocionar al puerto de Acapulco y a México en el mundo, por iniciativa de Miguel Alemán Valdés, expresidente de México y en ese entonces presidente del Consejo Nacional de Turismo, el cual acaparó la atención de diversos operadores turísticos internacionales.. la Feria Internacional de Hoteles y Agencias Turísticas de Acapulco surgió como un evento para promover y posicionar a Acapulco y a México 
Sin embargo, no fue sino hasta un año después, tras la creación de la Secretaría de Turismo (Sectur), que en 1976 se decidió renombrar al evento como Tianguis Turístico, contando en su primer edición con la participación de 100 vendedores mexicanos y 22 países invitados, siendo su sede el Centro Internacional Acapulco en la ciudad de Acapulco, con el objetivo de atraer una serie de eventos para posicionar a Acapulco y por supuesto a México entre los gustos y preferencias de los viajeros internacionales, así pues se constituyó la Feria Internacional de Hoteles y Agencias Turísticas de Acapulco (IHATA), que inmediatamente reunió a lo mejor de la industria internacional, siendo su sede Acapulco por 36 años.

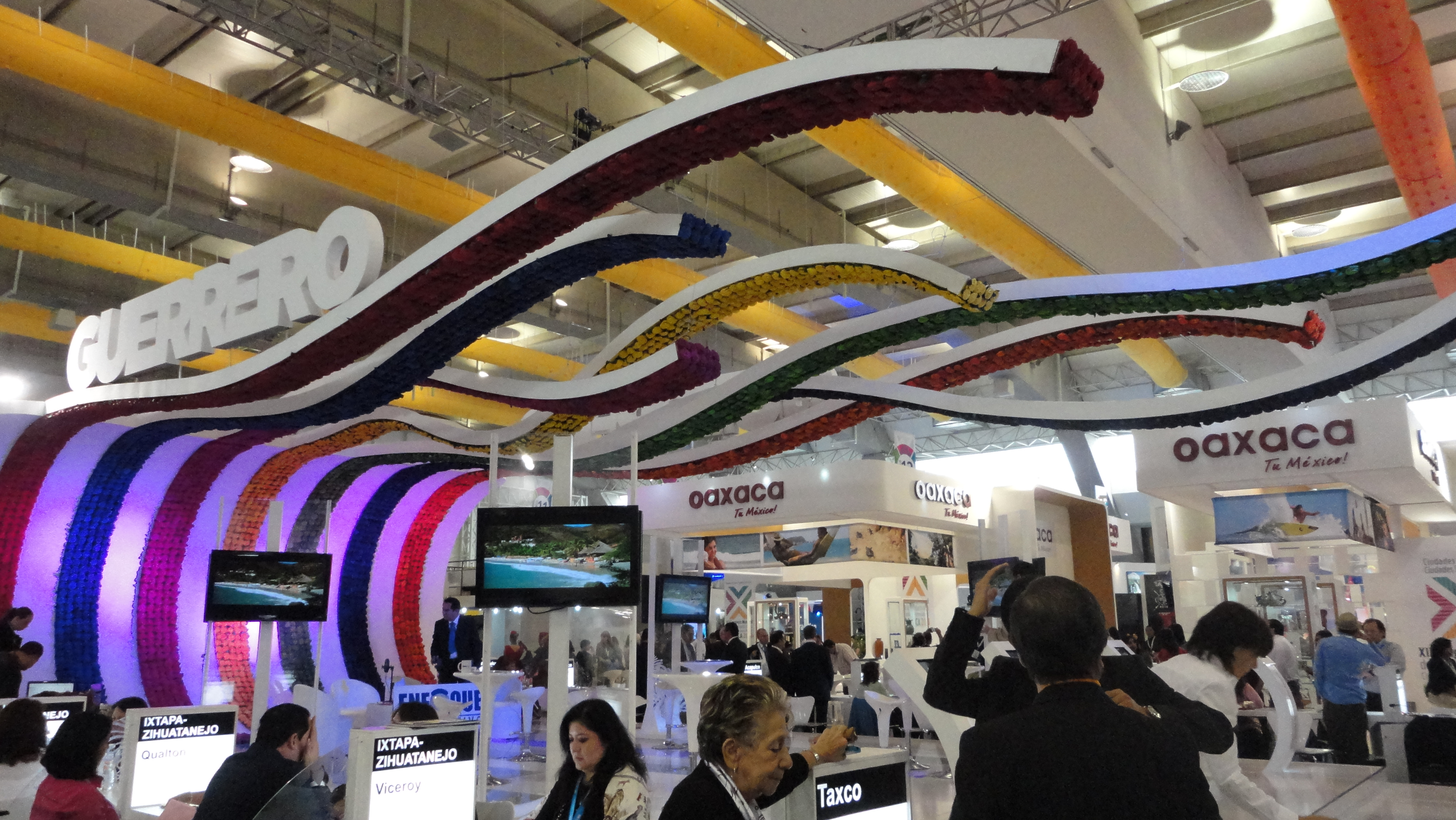
Centro Expositor del Tianguis Turístico 2013

En el 2011, Gloria Guevara Manzo anunció la intención de llevarse el Tianguis Turístico de Acapulco a otros destinos de México y tratarlo de hacer itinerante. Lo que levantó ocasionó que la población se pusiera en contra, además se envió una carta al presidente solicitando no se retirara al evento del puerto de Acapulco, sin embargo, se continuó con la decisión de hacer al Tianguis Turístico de manera itinerante en varios destinos del país. En ese año se tomo la decisión de realizar el evento en la ciudad de Puerto Vallarta, siendo la primera en obtener la sede del Tianguis después de haber permanecido en Acapulco desde 1975 .
No fue hasta 2015, ante la insistencia del gobernador de Guerrero, Ángel Aguirre Rivero y del presidente municipal de Acapulco, Luis Walton Aburto, que el presidente Enrique Peña Nieto declaró que el Tianguis Turístico sería itinerante y Acapulco lo tendría cada dos años.
Desde el año 2012 que el evento se volvió itinerante, se tuvo un auge en las citas de negocios, y en la asistencia de otros países, siendo la edición de 2017 realizada en Acapulco la que rompió récord en el número de países asistentes con 88, siendo superada hasta 2023 en su edición en Ciudad de México al tener una asistencia de 90 países confirmados.
Durante 2020 y 2021 se decidió no realizar el evento de manera presencial como cada año, debido a las restricciones sanitarias por la pandemia de COVID-19, por lo que se realizó de manera virtual con prestadores de servicios y agentes turísticos de cada estado del país y con agencias de otras partes del mundo. No fue hasta fines de 2021 que se realizó la 45.ª  edición en la ciudad de Mérida contando con la presencia de 45 países invitados.
La edición del Tianguis Turístico 2025 se llevará a cabo en Baja California, siendo la primera sede binacional ya que por primera vez habrá actividades fuera del país, teniendo por sede 3 ciudades, 2 en México y 1 en Estados Unidos. La primera parada en México será el municipio de Rosarito, Baja California, luego se moverá a Tijuana y simultáneamente estará llevándose a cabo en San Diego, California.
La edición 49 del Tianguis Turístico se celebró del 28 de abril al 1 de mayo de 2025, marcando un hito al realizarse por primera vez en un formato binacional entre Baja California (México) y San Diego (EE. UU.). El evento contó con más de 3200 expositores, 1700 compradores de 44 países, y actividades simultáneas en Tijuana, Rosarito y San Diego. Concluyó con más de 88 mil citas de negocios y la participación de 1,259 empresas expositoras y 1,154 compradoras de 44 países.

## Ediciones

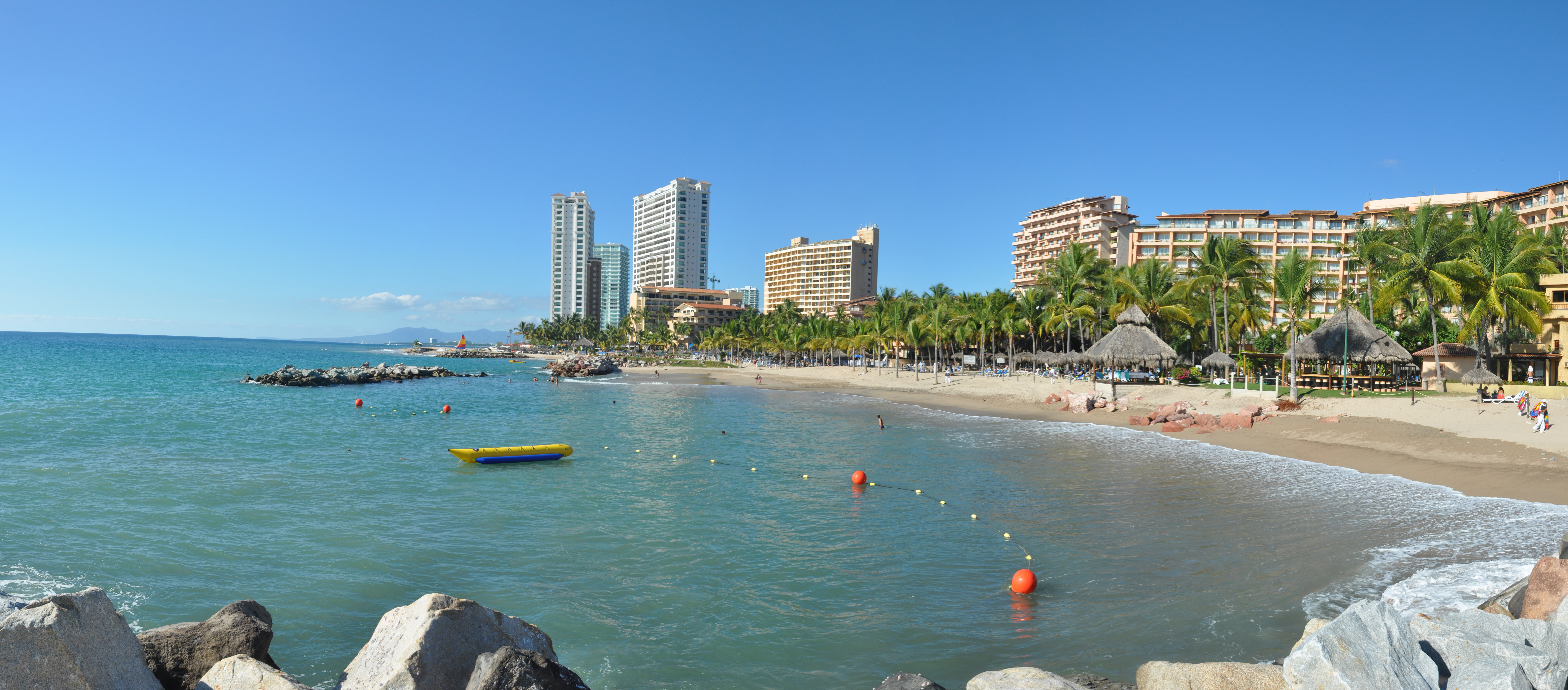
Puerto Vallarta (2012).

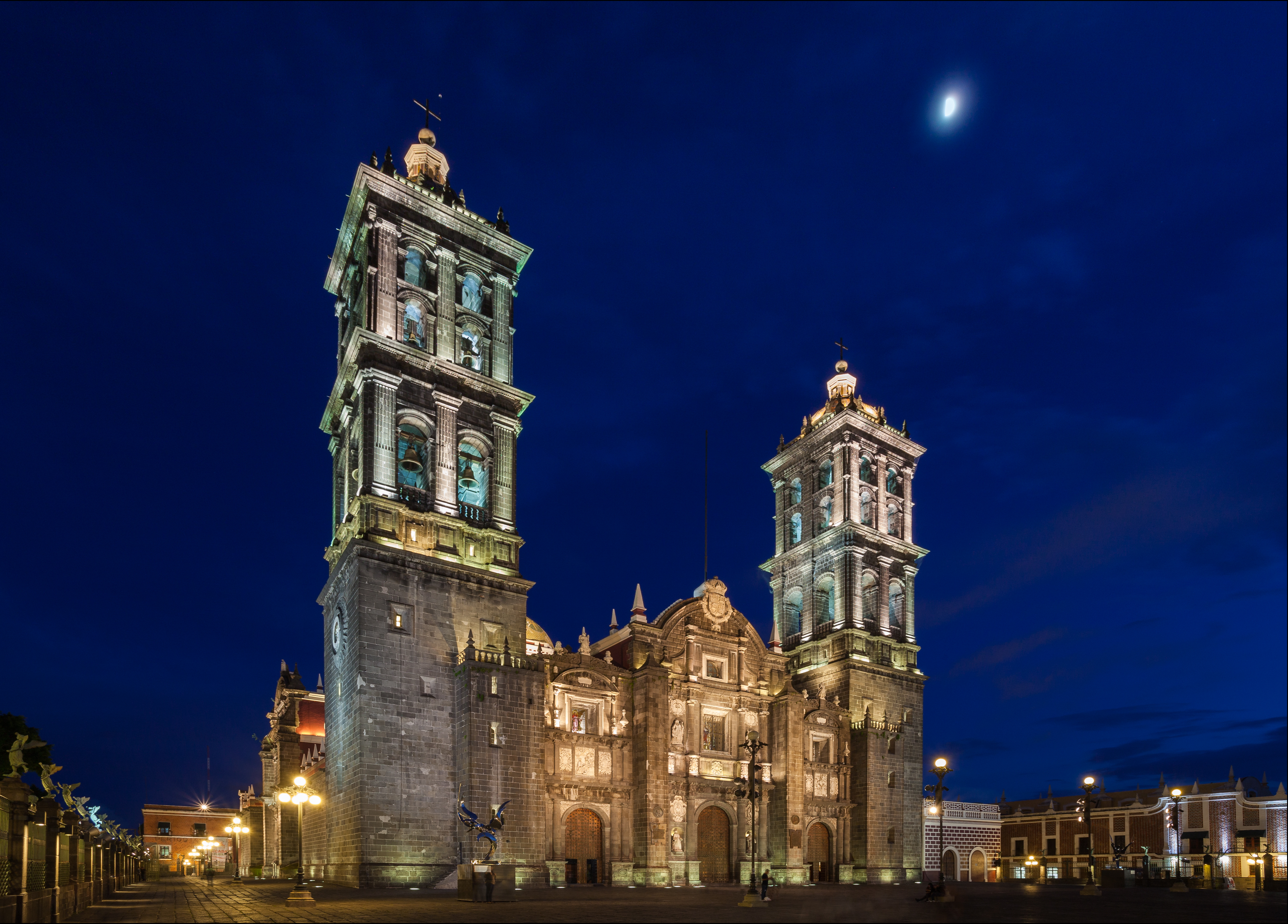
Puebla (2013).

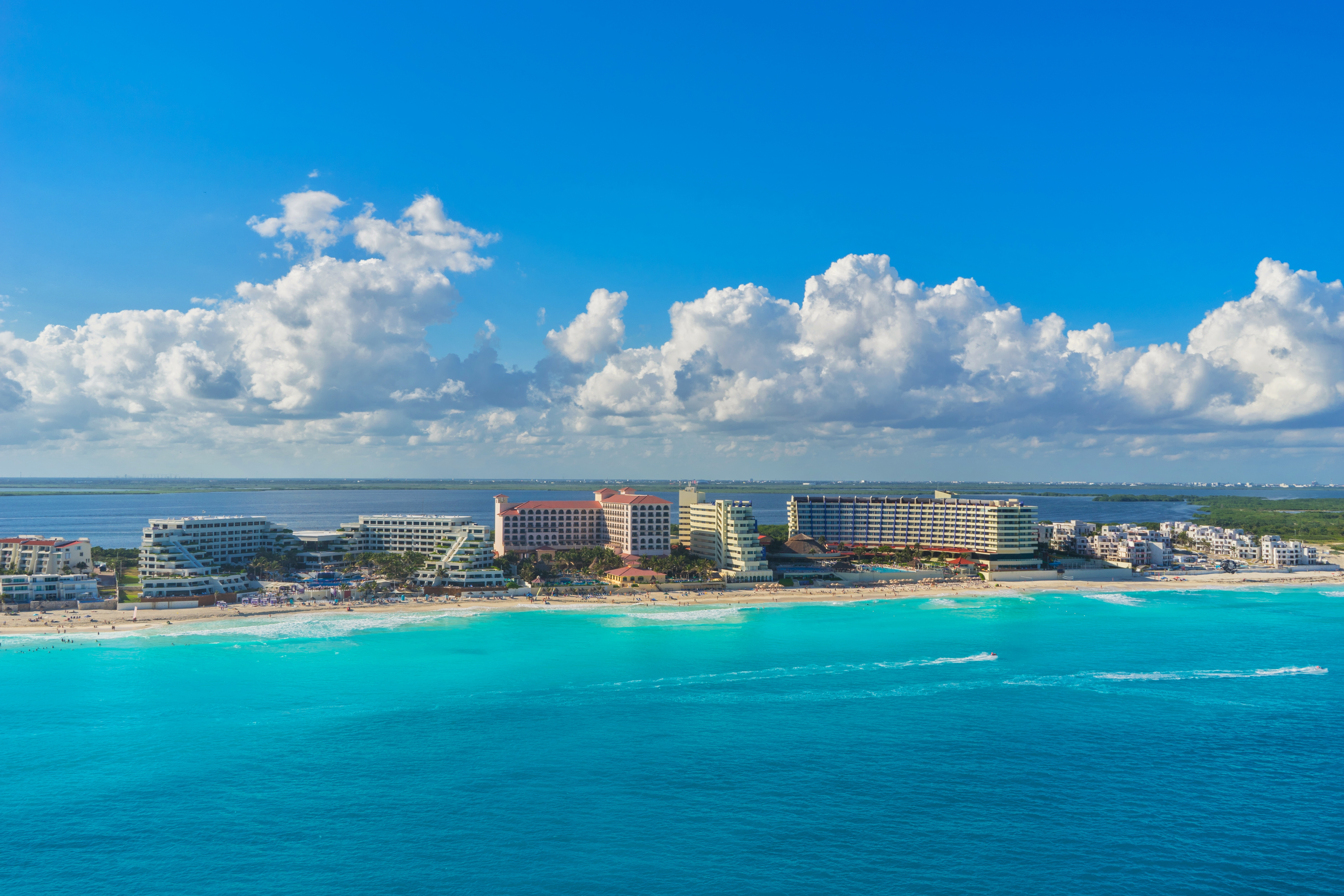
Cancún (2014).

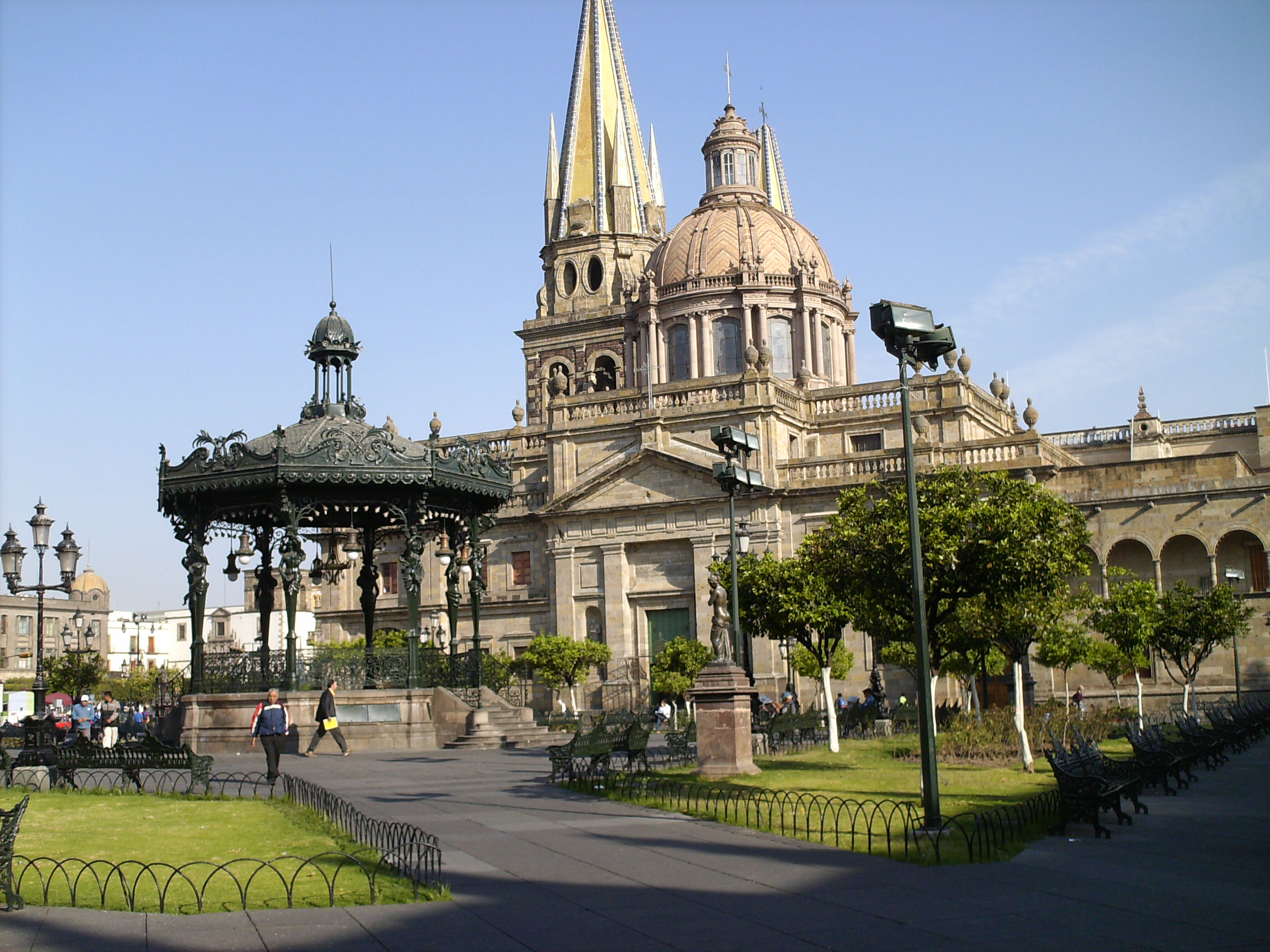
Guadalajara (2016).

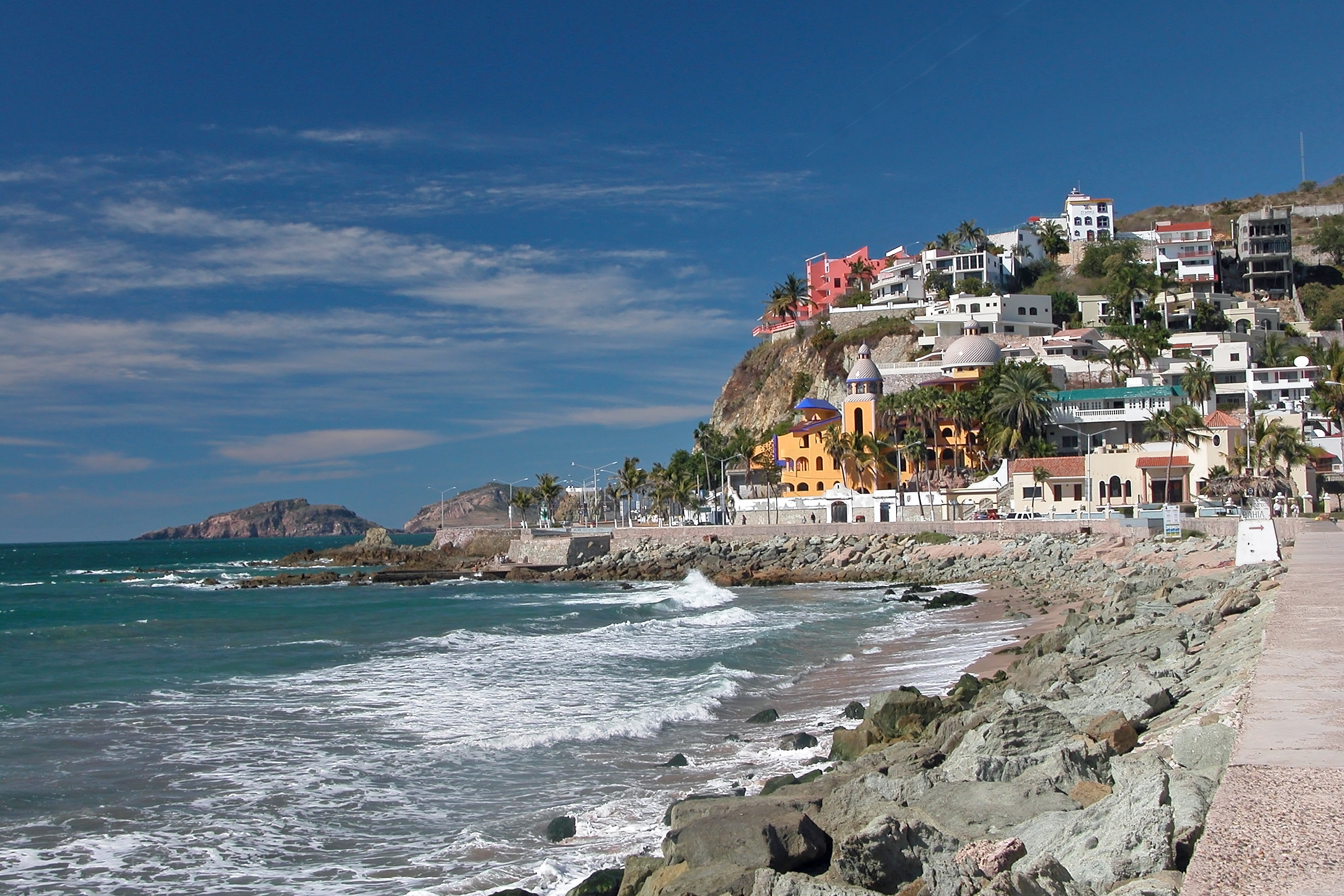
Mazatlán (2018).

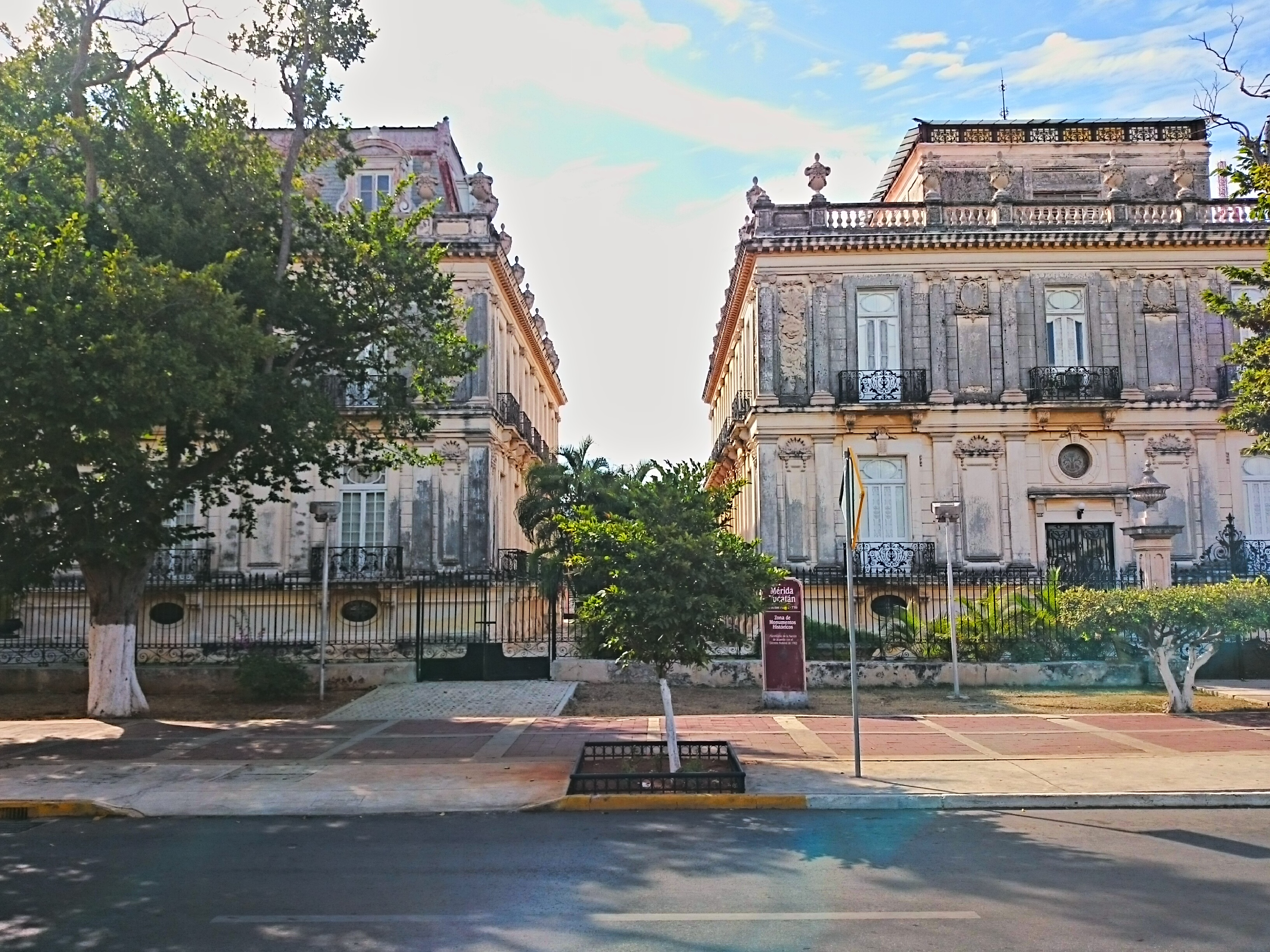
Mérida (2021).

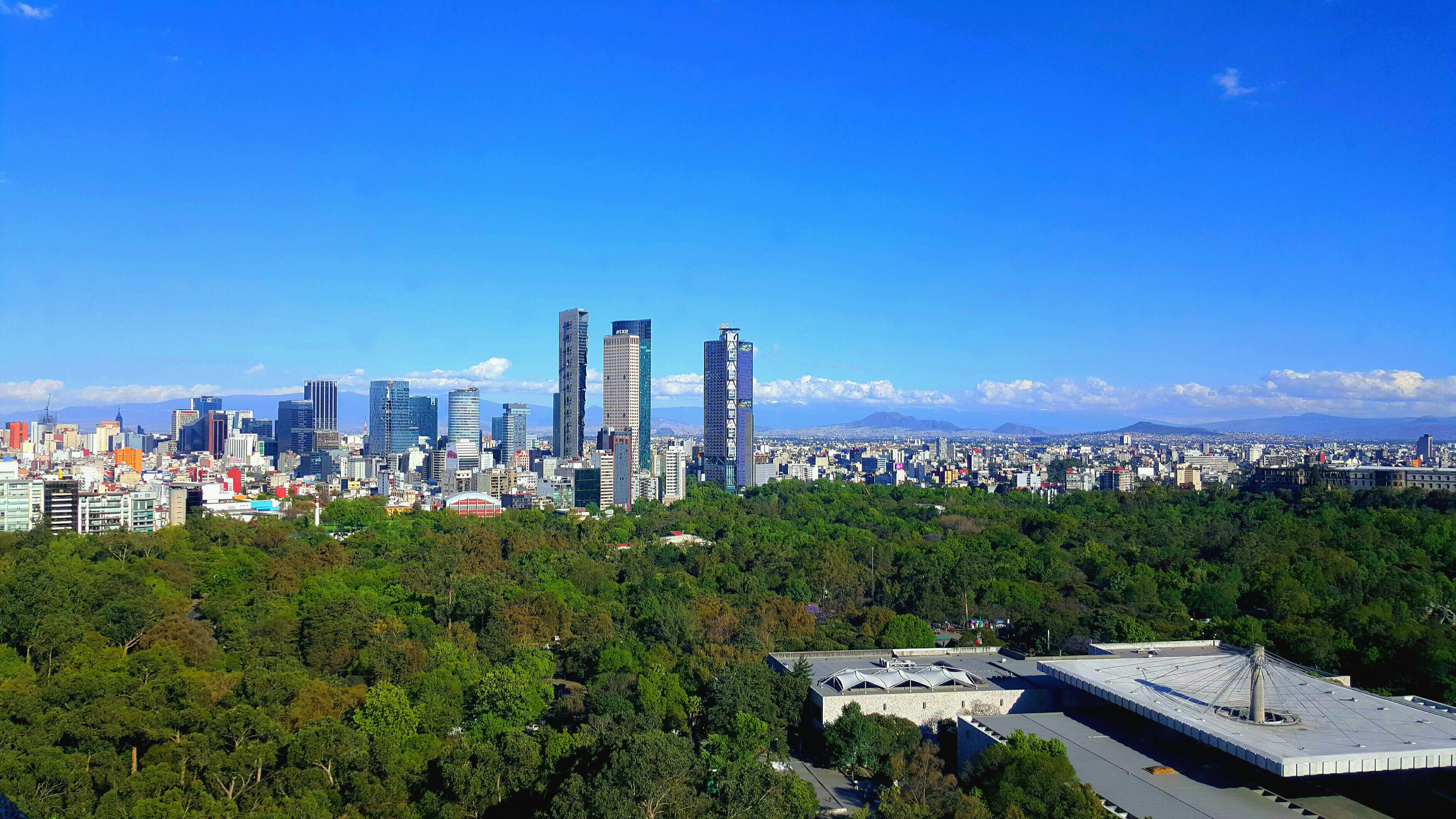
Ciudad de México (2023).

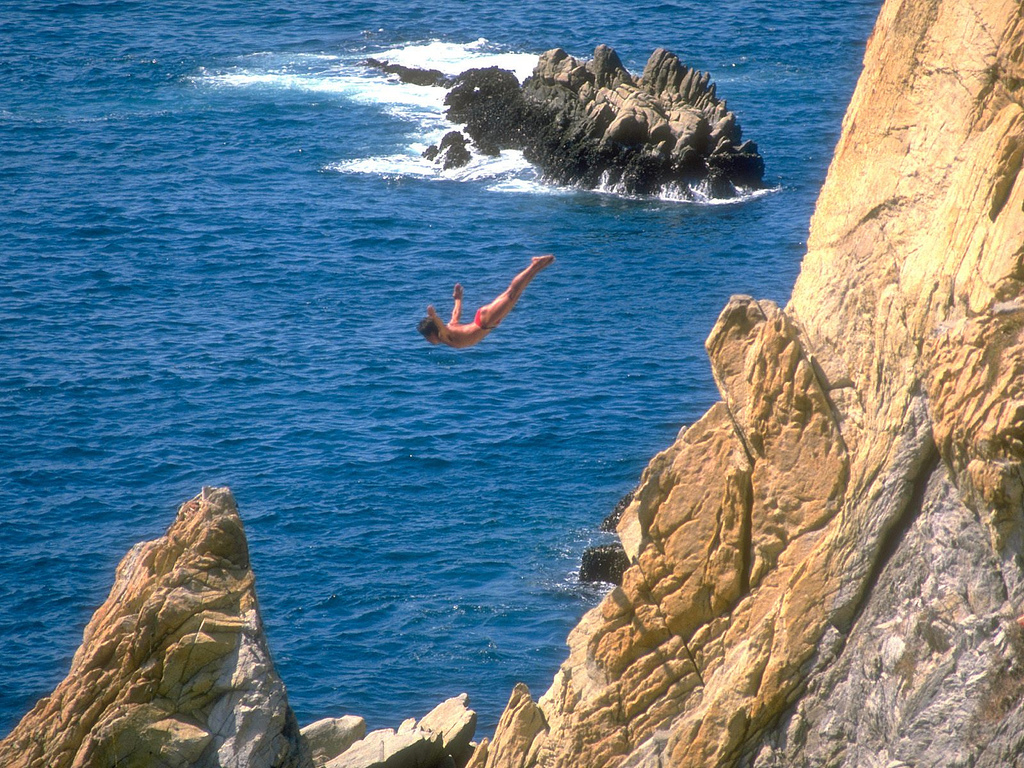
Acapulco, sede cada 2 años (2024).

| Acapulco Puerto Vallarta Puebla Cancún Guadalajara Mazatlán Mérida Ciudad de México Baja California Sede base Sede itinerante \| Año \| Evento \| Sede \| Ubicación \| N.º países participantes \| \| ---------------------------------------------------------------- \| -------------------------- \| -------------------------- \| ------------------------------------ \| ------------------------ \| \| Feria Internacional de Hoteles y Agencias Turísticas de Acapulco \| \| \| \| \| \| 1975 \| I \| Acapulco \| Centro Internacional Acapulco \| N/D \| \| Tianguis Turístico Acapulco \| \| \| \| \| \| 1976 \| I \| Acapulco \| Centro Internacional Acapulco \| 22 países \| \| 1977 \| II \| Acapulco \| Centro Internacional Acapulco \| N/D \| \| 1978 \| III \| Acapulco \| Centro Internacional Acapulco \| N/D \| \| 1979 \| IV \| Acapulco \| Centro Internacional Acapulco \| N/D \| \| 1980 \| V \| Acapulco \| Centro Internacional Acapulco \| N/D \| \| 1981 \| VI \| Acapulco \| Centro Internacional Acapulco \| N/D \| \| 1982 \| VII \| Acapulco \| Centro Internacional Acapulco \| N/D \| \| 1983 \| VIII \| Acapulco \| Centro Internacional Acapulco \| N/D \| \| 1984 \| IX \| Acapulco \| Centro Internacional Acapulco \| N/D \| \| 1985 \| X \| Acapulco \| Centro Internacional Acapulco \| N/D \| \| 1986 \| XI \| Acapulco \| Centro Internacional Acapulco \| N/D \| \| 1987 \| XII \| Acapulco \| Centro Internacional Acapulco \| N/D \| \| 1988 \| XIII \| Acapulco \| Centro Internacional Acapulco \| N/D \| \| 1989 \| XIV \| Acapulco \| Centro Internacional Acapulco \| N/D \| \| 1990 \| XV \| Acapulco \| Centro Internacional Acapulco \| N/D \| \| 1991 \| XVI \| Acapulco \| Centro Internacional Acapulco \| N/D \| \| 1992 \| XVII \| Acapulco \| Centro Internacional Acapulco \| N/D \| \| 1993 \| XVIII \| Acapulco \| Centro Internacional Acapulco \| N/D \| \| 1994 \| XIX \| Acapulco \| Centro Internacional Acapulco \| N/D \| \| 1995 \| XX \| Acapulco \| Centro Internacional Acapulco \| N/D \| \| 1996 \| XXI \| Acapulco \| Centro Internacional Acapulco \| N/D \| \| 1997 \| XXII \| Acapulco \| Centro Internacional Acapulco \| N/D \| \| 1998 \| XXIII \| Acapulco \| Centro Internacional Acapulco \| N/D \| \| 1999 \| XXIV \| Acapulco \| Centro Internacional Acapulco \| N/D \| \| 2000 \| XXV \| Acapulco \| Centro Internacional Acapulco \| N/D \| \| 2001 \| XXVI \| Acapulco \| Centro Internacional Acapulco \| N/D \| \| 2002 \| XXVII \| Acapulco \| Centro Internacional Acapulco \| N/D \| \| 2003 \| XXVIII \| Acapulco \| Centro Internacional Acapulco \| N/D \| \| 2004 \| XXIX \| Acapulco \| Centro Internacional Acapulco \| N/D \| \| 2005 \| XXX \| Acapulco \| Centro Internacional Acapulco \| N/D \| \| 2006 \| XXXI \| Acapulco \| Centro Internacional Acapulco \| N/D \| \| 2007 \| XXXII \| Acapulco \| Centro Internacional Acapulco \| N/D \| \| 2008 \| XXXIII \| Acapulco \| Centro Internacional Acapulco \| N/D \| \| 2009 \| XXXIV \| Acapulco \| Centro Internacional Acapulco \| N/D \| \| 2010 \| XXXV \| Acapulco \| Centro Internacional Acapulco \| N/D \| \| 2011 \| XXXVI \| Acapulco \| Centro Internacional Acapulco \| N/D \| \| Tianguis Turístico México \| \| \| \| \| \| 2012 \| XXXVII \| Puerto Vallarta \| Centro Internacional de Convenciones \| N/D \| \| 2013 \| XXXVIII \| Puebla \| Centro Expositor de Puebla \| 42 países \| \| 2014 \| XXXIX \| Cancún \| Lakám Center \| 61 países \| \| 2015 \| XL \| Acapulco \| Expo Mundo Imperial \| 65 países \| \| 2016 \| XLI \| Guadalajara \| Expo Guadalajara \| 75 países \| \| 2017 \| XLII \| Acapulco \| Expo Mundo Imperial \| 88 países \| \| 2018 \| XLIII \| Mazatlán \| Mazatlán International Center \| 64 países \| \| 2019 \| XLIV \| Acapulco \| Expo Mundo Imperial \| 45 países \| \| 2020 \| Tianguis Turístico Digital \| Tianguis Turístico Digital \| Tianguis Turístico Digital \| 57 países \| \| 2021 \| XLV \| Mérida \| Centro de Convenciones Siglo XXI \| 45 países \| \| 2022 \| XLVI \| Acapulco \| Expo Mundo Imperial \| 65 países \| \| 2023 \| XLVII \| Ciudad de México \| Centro Citibanamex \| 90 países \| \| 2024 \| XLVIII \| Acapulco \| Expo Mundo Imperial \| 43 países \| \| 2025 \| XLVIII \| Rosarito-Tijuana-San Diego \| Binacional \| - \| |                            |                            |                                      |                          |
| Año | Evento                     | Sede                       | Ubicación                            | N.º países participantes |
| Feria Internacional de Hoteles y Agencias Turísticas de Acapulco |                            |                            |                                      |                          |
| 1975 | I                          | Acapulco                   | Centro Internacional Acapulco        | N/D                      |
| Tianguis Turístico Acapulco |                            |                            |                                      |                          |
| 1976 | I                          | Acapulco                   | Centro Internacional Acapulco        | 22 países                |
| 1977 | II                         | Acapulco                   | Centro Internacional Acapulco        | N/D                      |
| 1978 | III                        | Acapulco                   | Centro Internacional Acapulco        | N/D                      |
| 1979 | IV                         | Acapulco                   | Centro Internacional Acapulco        | N/D                      |
| 1980 | V                          | Acapulco                   | Centro Internacional Acapulco        | N/D                      |
| 1981 | VI                         | Acapulco                   | Centro Internacional Acapulco        | N/D                      |
| 1982 | VII                        | Acapulco                   | Centro Internacional Acapulco        | N/D                      |
| 1983 | VIII                       | Acapulco                   | Centro Internacional Acapulco        | N/D                      |
| 1984 | IX                         | Acapulco                   | Centro Internacional Acapulco        | N/D                      |
| 1985 | X                          | Acapulco                   | Centro Internacional Acapulco        | N/D                      |
| 1986 | XI                         | Acapulco                   | Centro Internacional Acapulco        | N/D                      |
| 1987 | XII                        | Acapulco                   | Centro Internacional Acapulco        | N/D                      |
| 1988 | XIII                       | Acapulco                   | Centro Internacional Acapulco        | N/D                      |
| 1989 | XIV                        | Acapulco                   | Centro Internacional Acapulco        | N/D                      |
| 1990 | XV                         | Acapulco                   | Centro Internacional Acapulco        | N/D                      |
| 1991 | XVI                        | Acapulco                   | Centro Internacional Acapulco        | N/D                      |
| 1992 | XVII                       | Acapulco                   | Centro Internacional Acapulco        | N/D                      |
| 1993 | XVIII                      | Acapulco                   | Centro Internacional Acapulco        | N/D                      |
| 1994 | XIX                        | Acapulco                   | Centro Internacional Acapulco        | N/D                      |
| 1995 | XX                         | Acapulco                   | Centro Internacional Acapulco        | N/D                      |
| 1996 | XXI                        | Acapulco                   | Centro Internacional Acapulco        | N/D                      |
| 1997 | XXII                       | Acapulco                   | Centro Internacional Acapulco        | N/D                      |
| 1998 | XXIII                      | Acapulco                   | Centro Internacional Acapulco        | N/D                      |
| 1999 | XXIV                       | Acapulco                   | Centro Internacional Acapulco        | N/D                      |
| 2000 | XXV                        | Acapulco                   | Centro Internacional Acapulco        | N/D                      |
| 2001 | XXVI                       | Acapulco                   | Centro Internacional Acapulco        | N/D                      |
| 2002 | XXVII                      | Acapulco                   | Centro Internacional Acapulco        | N/D                      |
| 2003 | XXVIII                     | Acapulco                   | Centro Internacional Acapulco        | N/D                      |
| 2004 | XXIX                       | Acapulco                   | Centro Internacional Acapulco        | N/D                      |
| 2005 | XXX                        | Acapulco                   | Centro Internacional Acapulco        | N/D                      |
| 2006 | XXXI                       | Acapulco                   | Centro Internacional Acapulco        | N/D                      |
| 2007 | XXXII                      | Acapulco                   | Centro Internacional Acapulco        | N/D                      |
| 2008 | XXXIII                     | Acapulco                   | Centro Internacional Acapulco        | N/D                      |
| 2009 | XXXIV                      | Acapulco                   | Centro Internacional Acapulco        | N/D                      |
| 2010 | XXXV                       | Acapulco                   | Centro Internacional Acapulco        | N/D                      |
| 2011 | XXXVI                      | Acapulco                   | Centro Internacional Acapulco        | N/D                      |
| Tianguis Turístico México |                            |                            |                                      |                          |
| 2012 | XXXVII                     | Puerto Vallarta            | Centro Internacional de Convenciones | N/D                      |
| 2013 | XXXVIII                    | Puebla                     | Centro Expositor de Puebla           | 42 países                |
| 2014 | XXXIX                      | Cancún                     | Lakám Center                         | 61 países                |
| 2015 | XL                         | Acapulco                   | Expo Mundo Imperial                  | 65 países                |
| 2016 | XLI                        | Guadalajara                | Expo Guadalajara                     | 75 países                |
| 2017 | XLII                       | Acapulco                   | Expo Mundo Imperial                  | 88 países                |
| 2018 | XLIII                      | Mazatlán                   | Mazatlán International Center        | 64 países                |
| 2019 | XLIV                       | Acapulco                   | Expo Mundo Imperial                  | 45 países                |
| 2020 | Tianguis Turístico Digital | Tianguis Turístico Digital | Tianguis Turístico Digital           | 57 países                |
| 2021 | XLV                        | Mérida                     | Centro de Convenciones Siglo XXI     | 45 países                |
| 2022 | XLVI                       | Acapulco                   | Expo Mundo Imperial                  | 65 países                |
| 2023 | XLVII                      | Ciudad de México           | Centro Citibanamex                   | 90 países                |
| 2024 | XLVIII                     | Acapulco                   | Expo Mundo Imperial                  | 43 países                |
| 2025 | XLVIII                     | Rosarito-Tijuana-San Diego | Binacional                           | -                        |